# Кочин-Ланчар
Кочин-Ланчар (слч. Kočín-Lančár) насељено је мјесто са административним статусом сеоске општине (слч. obec) у округу Пјештјани, у Трнавском крају, Словачка Република.

## Становништво
| Година:    | 1994. | 2004.   | 2014.   | 2024.   |
| ---------- | ----- | ------- | ------- | ------- |
| Број људи: | 542   | 521     | 525     | 503     |
| Разлика:   |       | -3,87 % | +0,76 % | -4,19 % |

| Година:    | 2023. | 2024. |
| ---------- | ----- | ----- |
| Број људи: | 503   | 503   |
| Разлика:   |       | +0 %  |

Према подацима о броју становника из 2024. године насеље је имало 503 становника.